# 福井光輝
福井 光輝（ふくい こうき、1995年11月4日 - ）は、神奈川県藤沢市出身のプロサッカー選手。Jリーグ・セレッソ大阪所属。ポジションはゴールキーパー（GK）。

## 来歴
湘南ベルマーレのアカデミー出身。湘南工科大学附属高校3年の2013年、U-18日本代表候補に追加招集され、トレーニングキャンプに参加した。日本体育大学在学中の2017年3月には、FC町田ゼルビアの特別指定選手に承認され、選手登録された。
2018年より、正式にFC町田ゼルビアへ加入。第12節の東京ヴェルディ1969戦でスタメンに抜擢された。
その後は、ベテラン髙原寿康からポジションを奪う形でレギュラーに定着した。その後も2019年は増田卓也、2020年は秋元陽太と経験豊富のベテラン達とのポジション争いを制し、レギュラーとして活躍している。
2024年は正GKの座を谷晃生に譲るが、4月7日に行われた対川崎フロンターレ戦（U等々力）で谷がDOGSOにより一発退場となったことで、74分より出場、これがJ1初出場となった。
2024年12月28日にセレッソ大阪への完全移籍となった。キム・ジンヒョンの体調不良によって出場機会を得た自身J1出場3試合目で好パフォーマンスを披露した。以降もビッグセーブを連発し、キムジンヒョンに代わって先発に定着した。「僕はキム・ジンヒョンさんという大きな背中を見て普段練習していますし、いいところは全部盗みたいと思ってプレーしている。」とコメントした。
2025年、6月8日のルヴァンカップのプレーオフラウンド第2戦の横浜FC戦では、 第1戦で4-1で勝利した相手だったこともあり、勝ち抜け濃厚であったが、前半42分の福井の退場からそのPKを決められて失点し、横浜FCに延長の末、合計スコア4-5で敗戦。

## 人物・エピソード
2022年12月25日、第1子となる長女が誕生。

## 所属クラブ
- 明治フリーバーズSSS（藤沢市立明治小学校）
- 湘南ベルマーレジュニアユース（藤沢市立羽鳥中学校）
- 湘南工科大学附属高等学校
- 日本体育大学
  - 2017年3月 - 同年12月  FC町田ゼルビア（特別指定選手）
- 2018年 - 2024年  FC町田ゼルビア
- 2025年 -  セレッソ大阪

## 個人成績
| 国内大会個人成績 | 国内大会個人成績 | 国内大会個人成績 | 国内大会個人成績 | 国内大会個人成績 | 国内大会個人成績 | 国内大会個人成績 | 国内大会個人成績 | 国内大会個人成績 | 国内大会個人成績 | 国内大会個人成績 | 国内大会個人成績 |
| 年度             | クラブ           | 背番号           | リーグ           | リーグ戦         | リーグ戦         | リーグ杯         | リーグ杯         | オープン杯       | オープン杯       | 期間通算         | 期間通算         |
| 年度             | クラブ           | 背番号           | リーグ           | 出場             | 得点             | 出場             | 得点             | 出場             | 得点             | 出場             | 得点             |
| 日本             | 日本             | 日本             | 日本             | リーグ戦         | リーグ戦         | リーグ杯         | リーグ杯         | 天皇杯           | 天皇杯           | 期間通算         | 期間通算         |
| ---------------- | ---------------- | ---------------- | ---------------- | ---------------- | ---------------- | ---------------- | ---------------- | ---------------- | ---------------- | ---------------- | ---------------- |
| 2018             | 町田             | 1                | J2               | 29               | 0                | -                | -                | 0                | 0                | 29               | 0                |
| 2019             | 町田             | 1                | J2               | 4                | 0                | -                | -                | 1                | 0                | 5                | 0                |
| 2020             | 町田             | 42               | J2               | 13               | 0                | -                | -                | -                | -                | 13               | 0                |
| 2021             | 町田             | 42               | J2               | 42               | 0                | -                | -                | 0                | 0                | 42               | 0                |
| 2022             | 町田             | 42               | J2               | 28               | 0                | -                | -                | 1                | 0                | 29               | 0                |
| 2023             | 町田             | 42               | J2               | 11               | 0                | -                | -                | 3                | 0                | 14               | 0                |
| 2024             | 町田             | 42               | J1               | 2                | 0                | 5                | 0                | 0                | 0                | 7                | 0                |
| 2025             | C大阪            | 1                | J1               |                  |                  |                  |                  |                  |                  |                  |                  |
| 通算             | 日本             | 日本             | J1               | 2                | 0                | 5                | 0                | 0                | 0                | 7                | 0                |
| 通算             | 日本             | 日本             | J2               | 127              | 0                | -                | -                | 5                | 0                | 132              | 0                |
| 総通算           | 総通算           | 総通算           | 総通算           | 129              | 0                | 5                | 0                | 5                | 0                | 139              | 0                |

- 2017年は特別指定選手（出場なし）

## 代表歴
- U-18日本代表候補[要出典]

## タイトル
- 2025明治安田Jリーグ 月間ベストセーブ賞(5月度）[10]。

### クラブ
FC町田ゼルビア
- J2リーグ：1回（2023年）